# Mount Hope Bridge
Die Mount Hope Bridge ist eine Hängebrücke, die vom Ort Bristol, Rhode Island, USA über die schmalste Stelle der Mount Hope Bay zur Insel Rhode Island in der Narragansett Bay führt.

## Beschreibung
Die Straßenbrücke hat zwei Fahrstreifen und auf beiden Seiten einen sehr engen Gehweg, der nur für Notfälle dient und nicht zur allgemeinen Benutzung freigegeben ist. Radfahrer können die Straße benutzen, werden aber wegen möglicher starker Winde zu besonderer Vorsicht angehalten. Die Zufahrtsstraßen liegen nur wenige Meter über Meereshöhe. Die Brücke hat daher lange Rampen, um die notwendige Höhe für die geforderte lichte Höhe von 41 m (135 ft) zu erreichen. Die gesamte Länge des Bauwerkes einschließlich der Zufahrten wird deshalb mit 1868 m (6130 ft) angegeben.
Die Hängebrücke hat eine Hauptöffnung mit einer Spannweite von 366 m (1200 ft) und zwei Seitenfelder mit Spannweiten von 229 m (750 ft). Die Länge zwischen den Ankerblöcken beträgt 914 m (3000 ft). Der 8,53 m (28 ft) breite Fahrbahnträger ist durch eine unter der Fahrbahn angeordnete offene Fachwerkkonstruktion versteift. Er wird von zwei 28 cm starken Tragkabeln getragen, die über die 89 m (285 ft) hohen Pylone zu massiven Ankerblöcken am Ufer bzw. in Ufernähe verlaufen. Die Tragkabel wurden im Luftspinnverfahren aus je 2450 Drähten hergestellt.

## Geschichte
Früher gab es eine Fährverbindung zwischen dem Festland und der Rhode Island, die bei stürmischem Wetter und Eisgang im Winter aber eingestellt werden musste. Infolge des zunehmenden Verkehrs erhielt in den 1920er Jahren die private New Hope Bridge Company  die Lizenz zum Bau einer Brücke.
Die Brücke wurde von Robinson & Steinman geplant. Es war gleichzeitig die erste Brücke, bei der David B. Steinman als Chief Engineer eigenverantwortlich den Bau leitete. Der Bau begann am 1. Dezember 1927 mit den Arbeiten für die Pfeilerfundamente und die Ankerblöcke, die auf der Festlandsseite über 16000 t und auf der Inselseite 25000 t schwer sind. Die für die Brücke geforderte lichte Höhe von 135 ft geht auf die Brooklyn Bridge zurück, bei der dieses Maß erstmals verlangt wurde und seitdem bei den meisten Brücken im größeren Umkreis von New York angewendet wurde. Beim Herstellen der Tragkabel verwendete der Unternehmer McClintic-Marshall Company entgegen Steinmans Vorbehalten neu entwickelte, heißgezogene Drähte. Nach der Fertigstellung der Kabel und nur vier Monate vor dem vorgesehenen Eröffnungstermin wurden einige gebrochene Drahtstränge entdeckt. Die Tragkabel samt den Hängern mussten deshalb abgenommen und durch neue Seile aus kaltgezogenen Drähten ersetzt werden. Dies führte dazu, dass auch an der zu dieser Zeit ebenfalls von McClintic-Marshall gebauten Ambassador Bridge die aus gleichen heißgezogenen Drähten gebauten Tragkabel ausgetauscht wurden. Die Brücke wurde schließlich mit einer Verspätung von fünf Monaten am 24. Oktober 1929 eröffnet.
Die Brücke überstand am 21. September 1938 einen der schwersten Hurrikane, die diese Gegend getroffen haben, ohne nennenswerte Schäden.
1954 wurde die Brückengesellschaft mangels ausreichender Mauteinnahmen unter Vergleichsverwaltung (Receivership) gestellt und die Brücke vom Staat übernommen, der 1998 auch die Mauterhebung einstellte. Während der letzten Jahrzehnte wurden verschiedene Instandhaltungsmaßnahmen vorgenommen, insbesondere an den Tragkabeln und Hängern. Die Brücke wurde wieder in dem von Steinman bevorzugten Grün gestrichen.
1976 wurde die Mount Hope Bridge durch Eintragung im National Register of Historic Places unter Denkmalschutz gestellt.